# Система «старт-стоп»

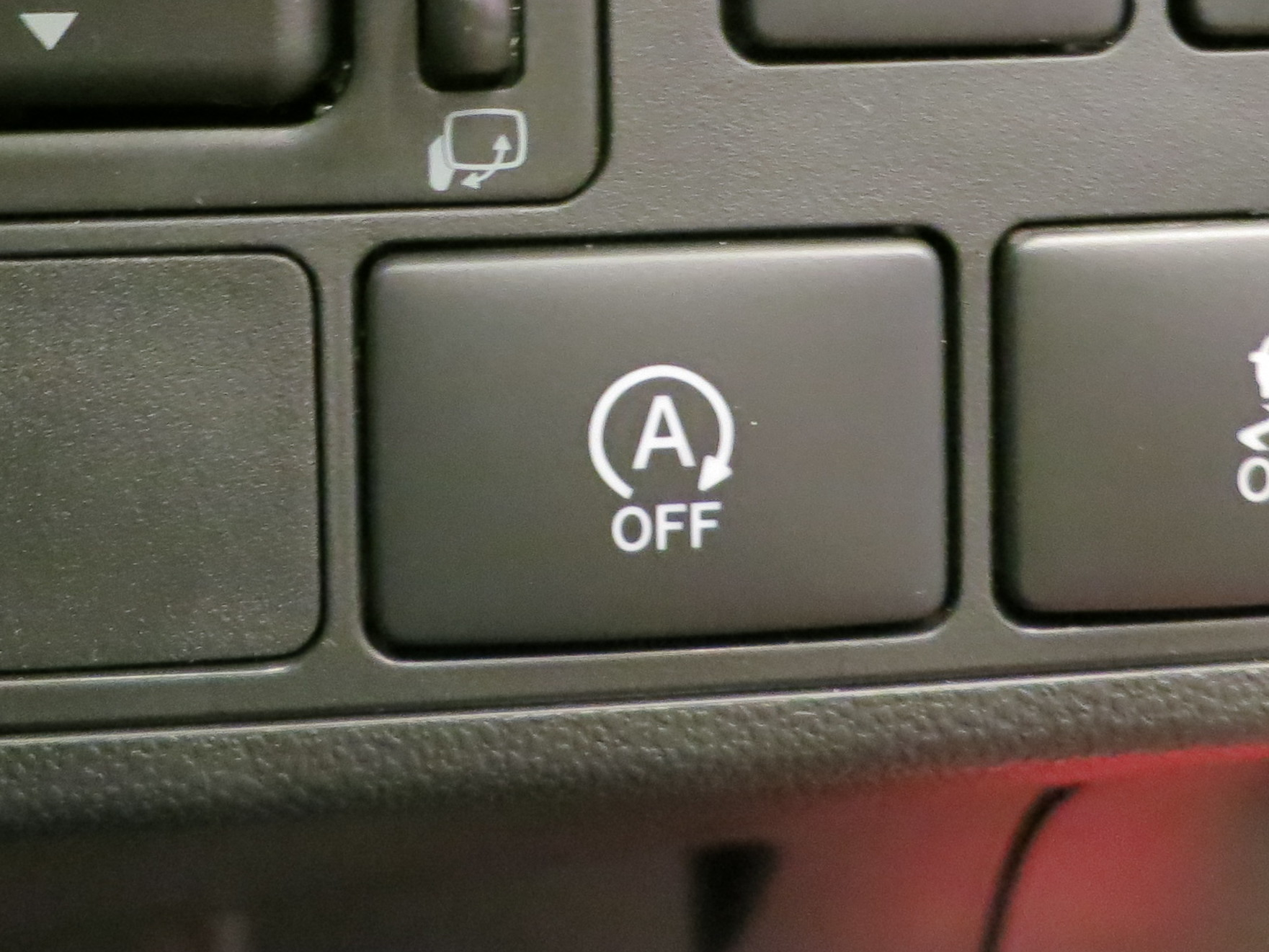
Кнопка выключения системы на малайском автомобиле Perodua Myvi

Система «старт-стоп» (англ. «Start-stop» system) — технология, предназначенная для автоматического отключения и перезапуска двигателя автомобиля с целью экономии топлива, снижения вредных выбросов и уровня шума за счёт сокращения времени работы двигателя на холостом ходу.

## Принцип работы
Принцип работы системы «старт-стоп» заключается в выключении двигателя при остановке автомобиля и его быстром запуске при нажатии на педаль сцепления (машины с механической КП) или отпускании педали тормоза (на авто с АКПП).
Конструктивно система «старт-стоп» включает следующие элементы:
- устройство, обеспечивающее многократный запуск двигателя;
- система управления.

Основу системы составляет специальный электростартёр, рассчитанный на большое количество пусков двигателя и имеющий увеличенный срок эксплуатации. Электростартёр оборудован усиленным малошумным механизмом привода, гарантирующим быстрый, надёжный и бесшумный запуск двигателя.
Система управления осуществляет остановку и запуск двигателя, а также контроль заряда аккумуляторной батареи. Как и все современные электронные системы управления она включает входные датчики, блок управления и исполнительные устройства.
При остановке автомобиля система «старт-стоп» на основании сигнала датчика частоты вращения коленчатого вала останавливает двигатель. Питание потребителей электрического тока (электроника автомобиля) производится от аккумуляторной батареи. При отпускании педали тормоза на автомобиле система активирует стартер и производит запуск двигателя. В дальнейшем цикл остановки и запуска двигателя продолжается.
Если величина заряда аккумуляторной батареи опускается ниже заданной величины, система на основании сигнала соответствующего датчика выключается. Включение производится после зарядки аккумуляторной батареи. Система может быть принудительно отключена с помощью специальной кнопки на панели приборов.

## История
Первые эксперименты по созданию такой системы предприняла компания Toyota в середине 1970-х годов, установив на свою люксовую модель Crown устройство, «выключающее» двигатель после 1,5-секундного простоя.
Некоторые автомобили 1980-х годов, такие как Volkswagen Polo, Formel E и Fiat Regata ES, имели в арсенале подобную систему.
Автомобиль Volkswagen Golf III 1994 года оснащался системой Ecomatic, которая тем не менее не возымела успеха.
Компания Citroën в своих автомобилях Citroën C2 и Citroën C3 2006 года ввела систему под названием Stop & Start. Она комбинировала систему роботизированной трансмиссии SensoDrive со стартером и генератором, объединённых в один блок. Применённая конструкция — ISG, также известная, как «интегрированный стартер-генератор» (англ. integrated starter-generator), сочетает в себе роль стартера и генератора в одном устройстве. Производить такой стартер-генератор стали французская компания Valeo и японская Denso.
Компании BMW и её дочернее подразделение Mini применили такую систему в 2008 году в рамках программы Efficient Dynamics. В отличие от стартер-генератора Citroën, BMW установила на свои автомобили усиленный стартер от компании Bosch, который справлялся с большим количеством пусков двигателя, и более производительный аккумулятор. Помимо этого была применена система рекуперативного торможения, благодаря которой механическая энергия от вращения колес передается генератору, снижается скорость вращения колес и вырабатывается электрическая энергия которая накапливается в аккумуляторе.
Компания Volvo представила технологию stop/start в 2009 году на автомобилях S60 и V60 DRIVe для Европы.
В 2010 году компания Opel включила технологию Start/stop в серию автомобилей с двигателями EcoFLEX.

## Наименование по автопроизводителям
- Auto Start Stop — BMW[14]
- ECO start/stop — Mercedes-Benz[15]
- i-STOP[16], i-ELOOP[17] — Mazda
- Start-Stop System — Volkswagen[18].
- Start/Stop — Volvo[4]
- Intelligent Stop and GO system (ISG) — KIA[19]
- Idle Stop & Go — Hyundai[20].
- Stop & Start system — Citroën
- Stop/Start system — Peugeot[21]
- Auto Start-Stop-Funktion — Porsche[22]
- Micro Hybrid System (mhd) — Smart